# Arnold Wesker
Arnold Wesker, né le 24 mai 1932 à Stepney (Londres) et mort le 12 avril 2016 à Brighton, est un scénariste et acteur britannique.

## Biographie
Arnold Wesker était un dramaturge britannique prolifique connu pour ses contributions au genre dramatique appelé kitchen sink drama. Il est l'auteur de 42 pièces de théâtre, de 4 volumes de nouvelles, de 2 essais, d'un livre sur le journalisme, d'un livre pour enfants, divers écrits journalistiques, de la poésie et bien d'autres écrits. Ses pièces de théâtre ont été traduites dans 17 langues et furent représentées partout dans le monde. Il naquit à Londres et fonda le premier théâtre de Roundhouse, appelé Centre 42, en 1964.
Son inspiration pour The Kitchen (la cuisine) remonte au temps où il travaillait pour The Bell Hotel à Norwich. C'est en travaillant là-bas qu'il rencontra également sa future femme Dusty. Roots a aussi pour cadre le Norfolk.
Il fut anobli en 2006.

## Travaux
- Chicken Soup with Barley, 1958
- Roots, 1959
- Chips with Everything
- Four Seasons
- I'm talking about Jerusalem, 1960
- The Kitchen, 1959
- Their Very Own and Golden City, 1965
- The Friends, 1970
- The Merchant, 1976
- Beorhtel's Hill, 1989
- Wild Spring, 1992
- Honey, 2005 (roman)

## Filmographie
- 1963 : Menace (TV)
- 1965 : Koreni (TV)
- 1965 : Tag für Tag (TV)
- 1977 : Love Letters on Blue Paper (TV)
- 1978 : Huwelijksfeest, Het (TV)
- 1979 : Sleur (TV)
- 2024 : La cocina d'Alonso Ruizpalacios (auteur)

## Théâtre

### Auteur
- 1967 : Racines d'Arnold Wesker, mise en scène Edmond Tamiz, Comédie de Bourges